# Café Lumière
Café Lumière (jap. 珈琲時光, Kōhī Jikō) ist ein japanischer Film des taiwanischen Regisseurs Hou Hsiao-Hsien aus dem Jahr 2003. Hsiao-Hsien machte anlässlich des 100. Geburtstags von Ozu Yasujirō Anleihen bei dessen Film Die Reise nach Tokyo. Café Lumière war 2004 bei den Filmfestspielen von Venedig für den Goldenen Löwen nominiert.

## Handlung
Der Film erzählt die Geschichte von Yoko Inoue, einer jungen Japanerin, die über den taiwanesischen Komponisten Jiang Wenye forscht. Yoko ist im dritten Monat schwanger, will den Vater des Kindes aber nicht heiraten und ist daher zwischen den Vorstellungen ihrer Eltern und den Anforderungen des Alltags hin- und hergerissen. Hsiao-Hsien nimmt die Charakteristik von Ozus Filmen auf, welche die Unmöglichkeit der zwischenmenschlichen Kommunikation sowie das Verhältnis der Eltern zu ihren erwachsenen Kindern thematisieren.
Das Werk von Jiang Wenye ist Teil der Filmmusik. Die japanische Frau des Komponisten und seine Tochter haben im Film einen kurzen Auftritt.

## Kritik
„Kohi Jikou war […] ein Bilderbogen von ausgesuchter Genauigkeit: statische Einstellungen, von extremer Nüchternheit. Das Leben, nichts anderes steht im Zentrum von Hous beiläufigem Erzählen. […] ‚Im Kino schlafen, heißt, dem Film vertrauen‘ hat mal einer treffend gesagt.“